# Urnerloch

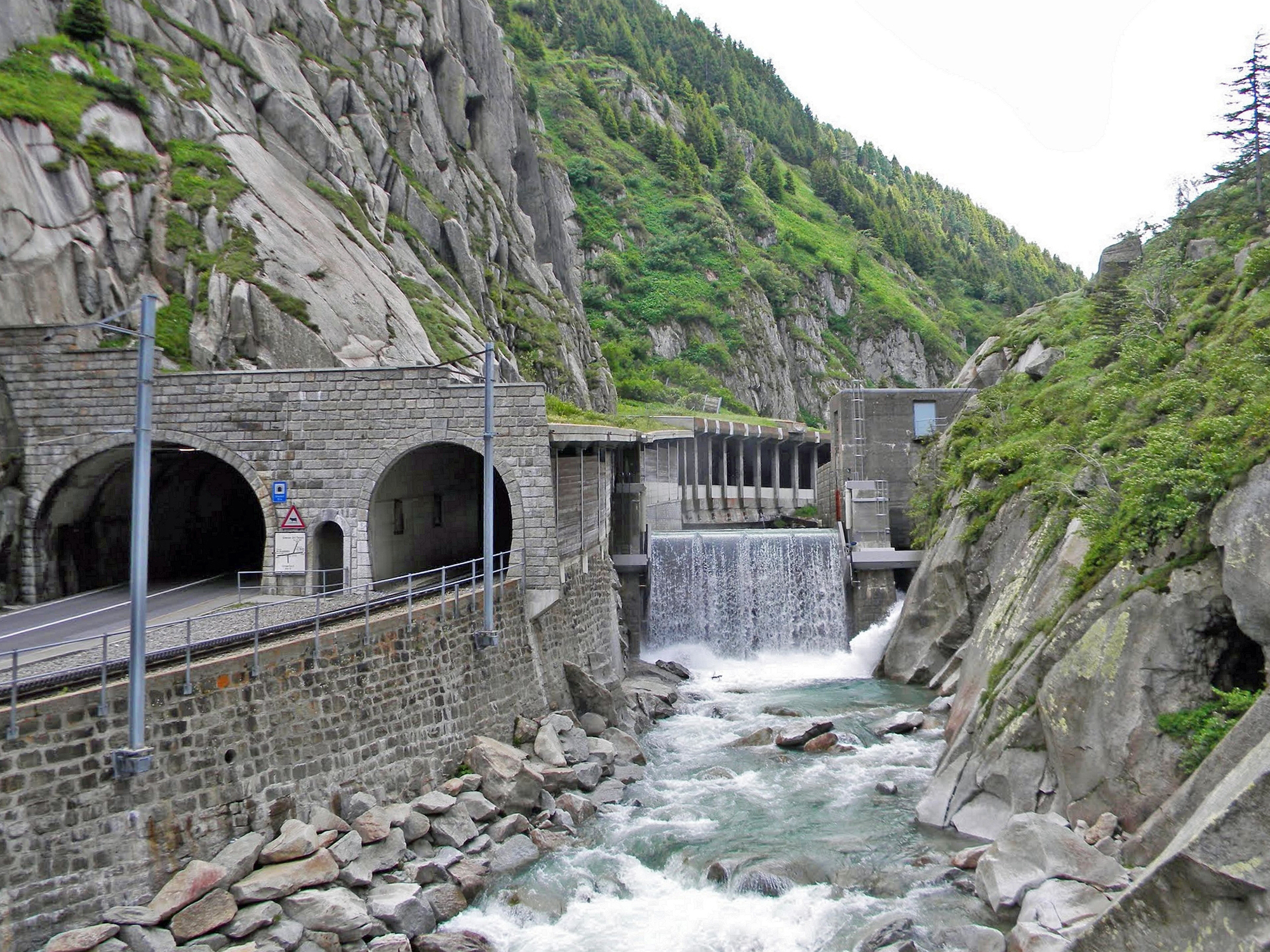
Noordportaal van de Urnerloch wegtunnel en spoorweggalerij

De Urnerloch bij Andermatt in het kanton Uri is de oudste Zwitserse vroeg-18e-eeuwse transporttunnel en, buiten de 15e-eeuwse Buco di Viso een van de oudste tunnels door de Alpen. Hij verbindt het zuidelijke, bergachtige uiteinde van de Schöllenenkloof met het Urserendal en maakt deel uit van de route van de Gotthardstrasse, die zuidelijker leidt over de Gotthardpas.
De tunnel is in de loop der eeuwen voortdurend uitgebreid. Tegenwoordig loopt de Hauptstrasse 2 erdoorheen. De tunnel ligt op een hoogte van ongeveer 1.430 meter boven zeeniveau en is vandaag de dag ongeveer 70 meter lang - maar in het zuiden bevindt zich voor de tunnelmond ook een meer dan 300 meter lange beschermende galerij.

## Geschiedenis

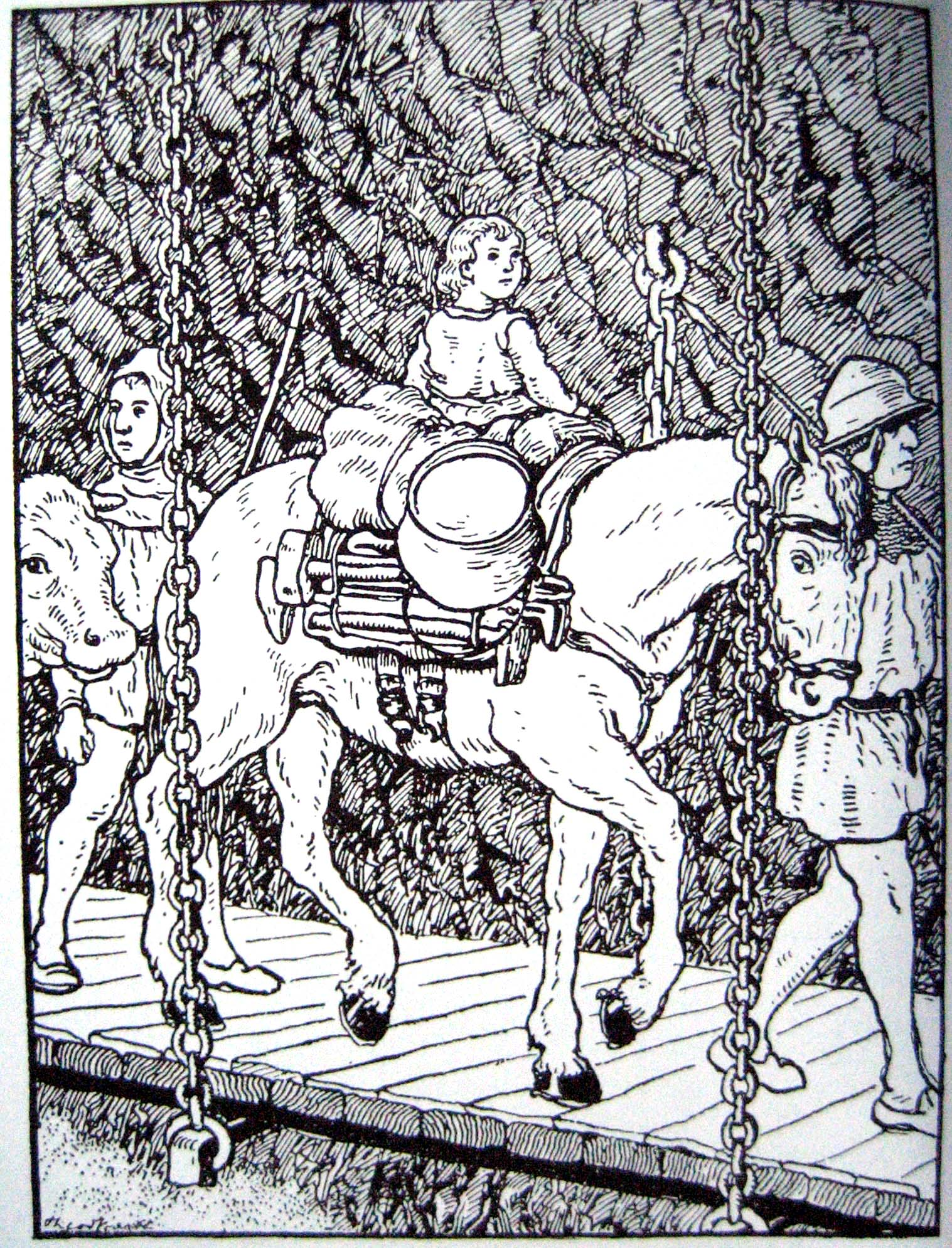
Twärrenbrücke

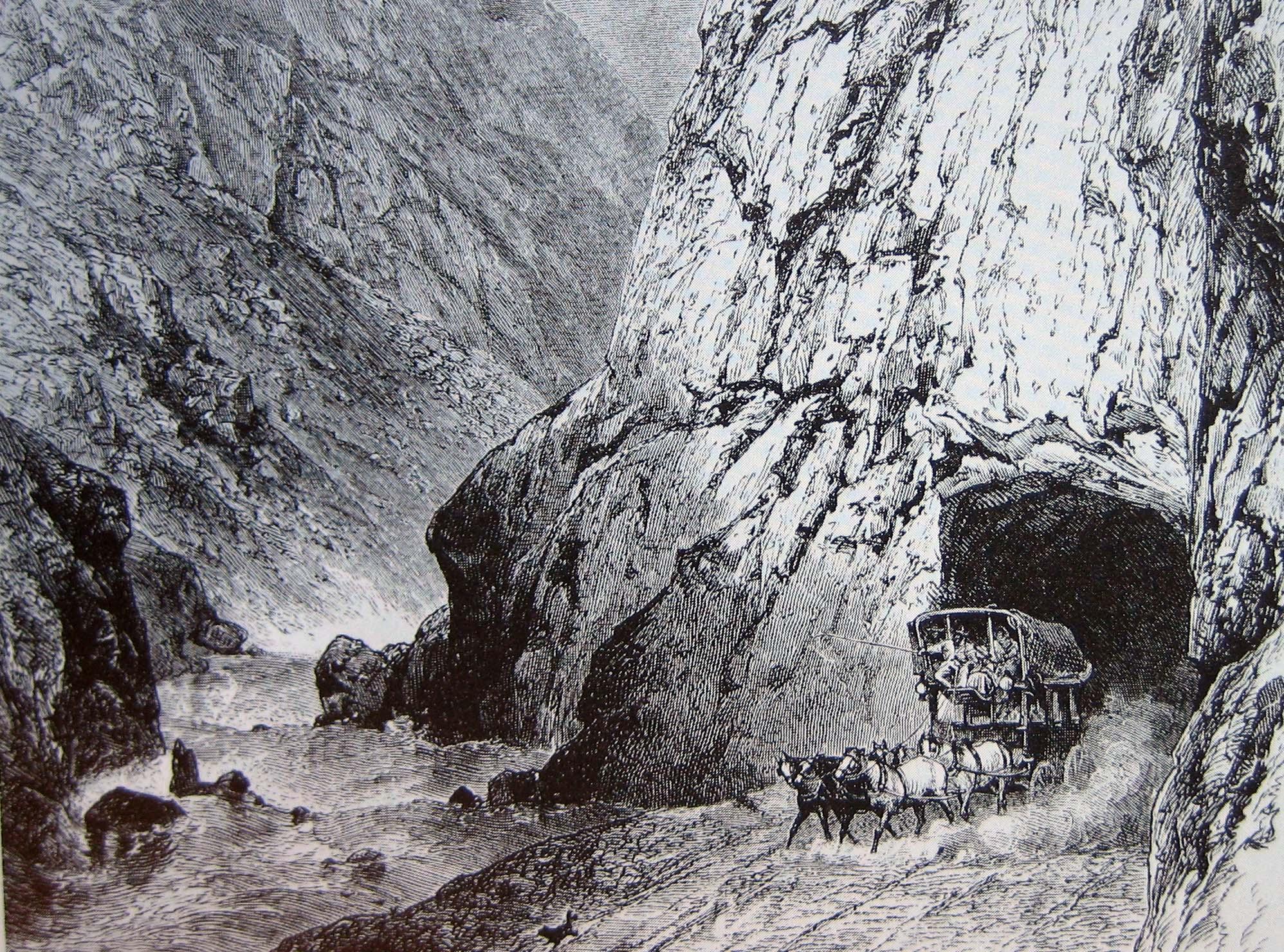
Een postkoets komt uit de Urnerloch

De Urnerloch werd in 1707 en 1708 gebouwd door Pietro Morettini en verving de Twärrenbrücke, een houten loopbrug die aan de rotswand van de Chilchberg in de Schöllenenkloof langs en boven de bedding van de Reuss hing. Deze "glijdende loopbrug" langs de rotswand werd herhaaldelijk gedeeltelijk beschadigd door de overstromingen van de Reuss. In 1707 werd de Twärrenbrücke door een grote overstroming zelfs volledig weggescheurd.
Op 20 september 1707 kreeg de vestingbouwmeester Pietro Morettini uit Cerentino in de Valle Maggia, een leerling van de Franse vestingbouwer en architect Vauban, de opdracht om een nieuwe weg door de rots te bouwen. Het werk moest binnen twee weken beginnen en uiterlijk in de lente van 1709 voltooid zijn, zodat een ongehinderde en vrije doorgang mogelijk was, de Urnerloch. Het contract werd ondertekend door Morettini en, namens de Ursserse vallei, Johannes Russi, die van 1700 tot 1702 burgemeester was in de Urserse vallei.
Tot ieders verbazing was de tunnel van 64 meter, de eerste tunnel in een Alpenweg, al na elf maanden klaar, rond 15 augustus 1708. De ingenieur was erg gefrustreerd, omdat het werk erg moeilijk was. De kosten bleken hoger dan berekend, niet door Morettini's schuld gegeven diens inspanning en opoffering. Onder meer de tunnelwerken met ontploffingen met zwart buskruit droegen aan de kostprijs bij. Volgens het contract zou het 1.680 Franse thalers zijn geweest, maar het bouwwerk kostte in werkelijkheid 3.080 thalers. Om ervoor te zorgen dat Morettini geen schade zou lijden, garandeerden de inwoners van Uri hem 1400 Franse thalers als garantie. Urseren betaalde en mocht de douanerechten verhogen tot de kosten gedekt waren.
De tunnel was onverlicht en "net hoog genoeg voor de lastdieren om een doorgang te vinden zonder ruiters". De eerste verhoging en verbreding werd uitgevoerd met de aanleg van de weg over de Gotthard, die in 1830 werd geopend. De tunnel werd opnieuw vergroot met de aanleg van de snelweg in 1954. Later werd aan de zuidkant van de tunnel een meer dan 300 meter lange beschermende galerij gebouwd. De tunnel is in 2014 gerepareerd en opnieuw vergroot.
Het spoor van de Schöllenenbahn Göschenen - Andermatt, die in 1917 werd geopend, werd in de kloof parallel aan de tunnel langs de rotswand aangelegd en later beschermd door een galerij waarover een wandelpad loopt.

Een kolonne trekpaarden van het Zwitserse legers gaat door de tunnel tijdens de Eerste Wereldoorlog.
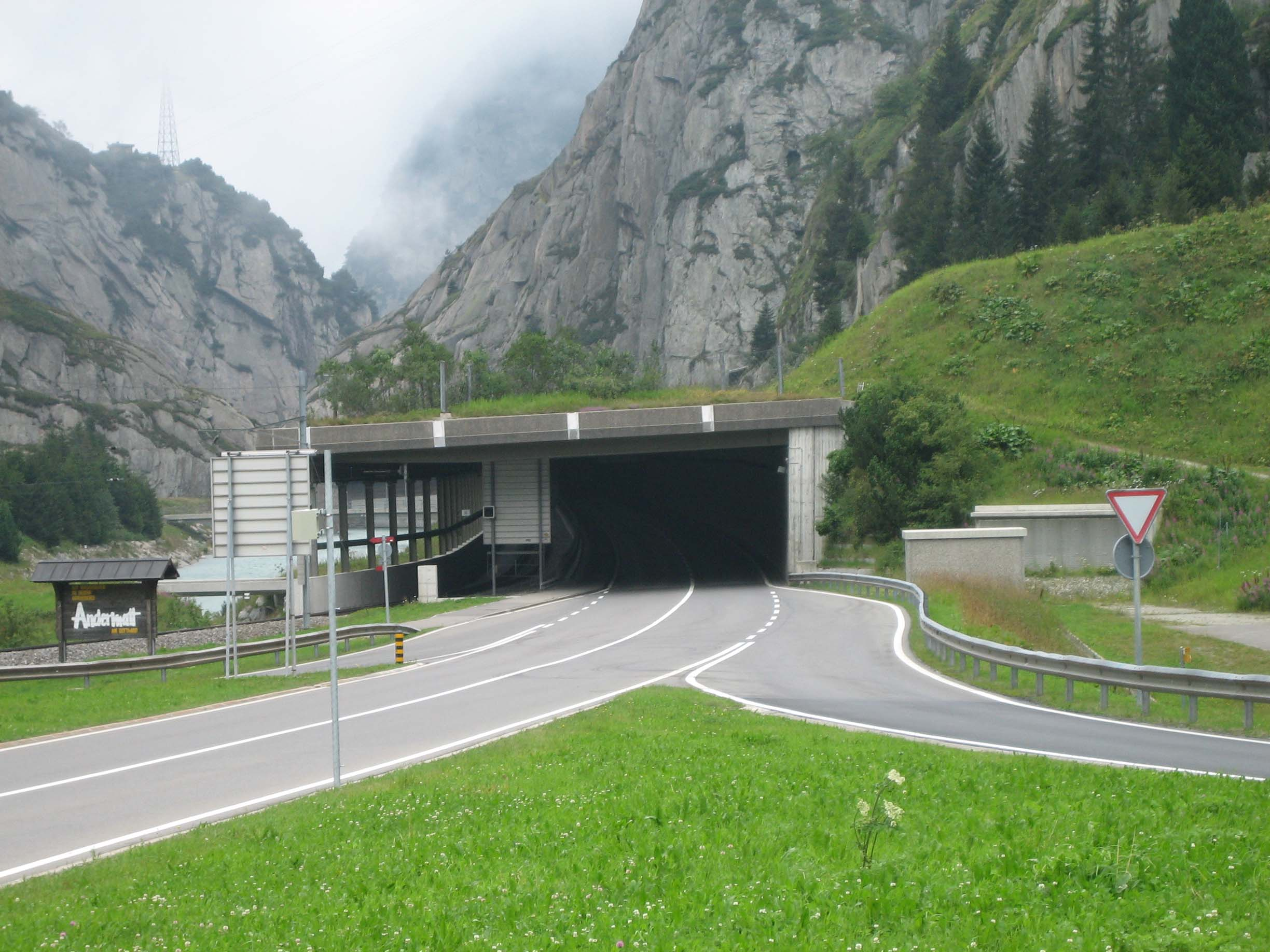
Toegang tot de galerij voor de tunnel aan de zuidzijde  (zijde Andermatt) (2007).
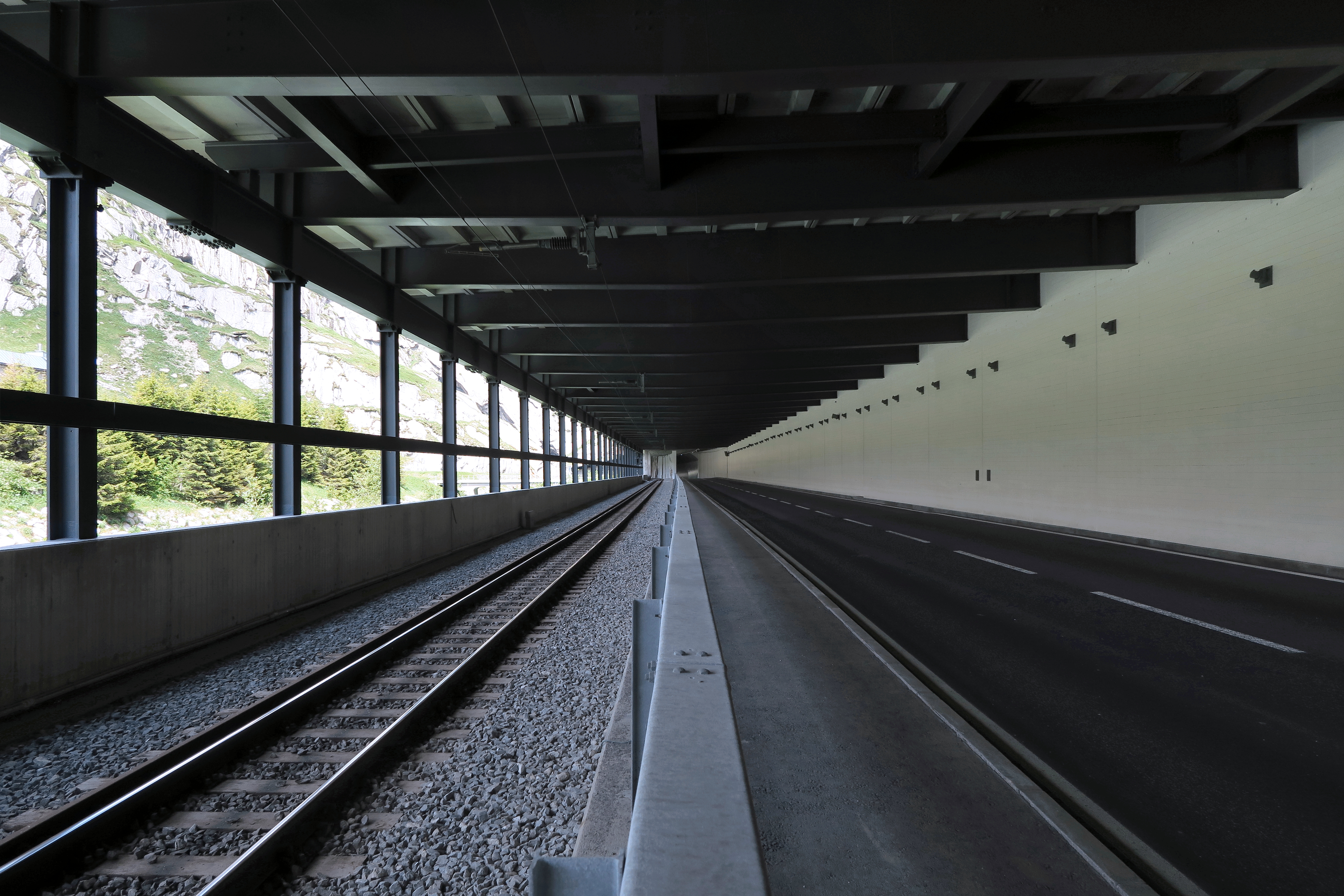
Beschermende galerij aan de zuidzijde van de tunnel voor weg- en spoorverkeer (2015).
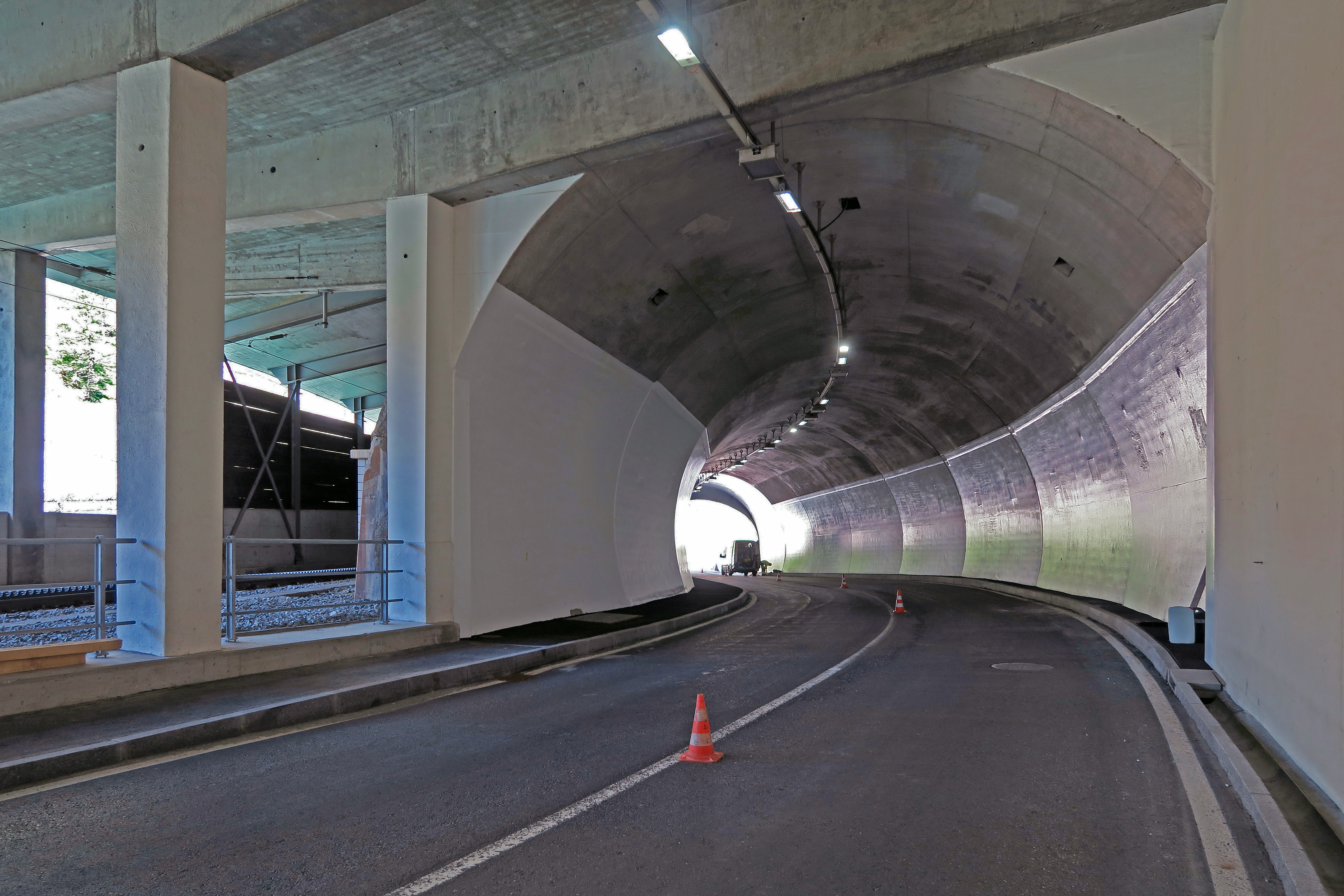
De in 2014 gemoderniseerde tunnel (2015).